# Maria Siedmiograj
Maria Siedmiograj (ur. 1907 we Lwowie, zm. 1977) – pedagog, pisarka, reżyserka, scenograf, aktorka,
Podczas II wojny światowej była organizatorką tajnego nauczania. Należała do Związku Literatów Polskich. Autorka sztuk scenicznych dla dzieci i młodzieży, organizatorka ruchu teatralnego. W 1957 została dyrektorem oraz kierownikiem artystycznym Teatru Lalki i Aktora „Kacperek” w Rzeszowie (od 1999 – Teatr „Maska”), który prowadziła do 1969. Związana była również z Kolbuszową, gdzie udzielała instruktażu zespołom artystycznym i uczyła w miejscowym gimnazjum i liceum. Przez wiele lat współpracowała z Polskim Radiem.
Autorka takich pozycji jak: Taka sobie bajka o koronie króla Kołka (1962), Jak Wojtek muzykant odwiedził piekło (1963), Syrenie łzy, Bractwo figlarzy (1968), Tomkowe szczęście (1974), Inne niebo (1977) wydanych przez Ludową Spółdzielnię Wydawniczą (LSW).
W 1976 została wyróżniona wpisem do „Księgi zasłużonych dla województwa rzeszowskiego”.
W 1980 ukazał się pośmiertny wybór dwunastu opowiadań Marii Siedmiograj Drewniaki – ich motywem przewodnim jest samotność i bezradność ludzi starych.